# Sage Stallone
Sage Moonblood Stallone, född 5 maj 1976 i Los Angeles i Kalifornien, död 13 juli 2012 i Studio City, Los Angeles i Kalifornien, var en amerikansk skådespelare och regissör, son till Sylvester Stallone.

## Filmografi (filmer som haft svensk premiär)[2]
- 1990 - Rocky V - Rocky Jr
- 1996 - Daylight - Vincent